# Smrk (Čistá)
Smrk je malá vesnice, část obce Čistá v okrese Rakovník ve Středočeském kraji. Nachází se asi čtyři kilometry severozápadně od Čisté. Vesnicí protéká Lhotský potok. Smrk leží v katastrálním území Nová Ves u Rakovníka o výměře 2,86 km².

## Historie
První písemná zmínka o vesnici pochází z roku 1275, kdy patřila vladykovi Sulislavovi. Další známí majitelé žili až v patnáctém století. Roku 1428 zemřel rytíř Jan ze Šlovic a po něm vesnici drželi Bartoloměj a Kuneš ze Šlovic. Ještě v roce 1454 se Smrk uvádí jako manství hradu Křivoklát, ale roku 1483 již byla pustá. K obnovení vesnice došlo nejspíše v sedmnáctém století.

## Obyvatelstvo
Při sčítání lidu v roce 1921 zde žilo 77 obyvatel (z toho 41 mužů), z nichž byl jeden Čechoslovák a 76 Němců. Všichni se hlásili k římskokatolické církvi. Podle sčítání lidu z roku 1930 měla vesnice 56 obyvatel: dva Čechoslováky a 54 Němců. I tentokrát všichni byli římskými katolíky.
| Rok            | 1869 | 1880 | 1890 | 1900 | 1910 | 1921 | 1930 | 1950 | 1961 | 1970 | 1980 | 1991 | 2001 | 2011 | 2021 |
| -------------- | ---- | ---- | ---- | ---- | ---- | ---- | ---- | ---- | ---- | ---- | ---- | ---- | ---- | ---- | ---- |
| Počet obyvatel | 62   | 71   | 55   | 57   | 72   | 77   | 56   | 23   | 18   | 12   | 6    | 5    | 5    | 4    | 10   |
| Počet domů     | 10   | 10   | 10   | 10   | 10   | 10   | 10   | 7    | 7    | 3    | 4    | 7    | 12   | 13   | 14   |

## Obecní správa
Při sčítání lidu v letech 1850–1960 Smrk byl osadou obce Drahouš, se kterým patřil nejprve do okresu Podbořany, ale od roku 1960 v okrese Rakovník. Od 12. června 1960 do 31. prosince 1979 byl částí obce Nová Ves v okrese Rakovník. Od 1. ledna 1980 je částí obce Čistá v okrese Rakovník.

## Pamětihodnosti
Asi jeden kilometr severně od vesnice se poblíž Čočkova rybníka (již v katastrálním území obce Drahouš) dochovalo tvrziště po zaniklé tvrzi Smrk ze třináctého až patnáctého století.